# 네이든 (영화)
《네이든》(영어: X+Y)은 2014년 공개된 영국의 수학 영화이다. 이 영화에 나오는 네이든이라는 아이는 아스파거라는 일종의 자폐증을 앓고 있는 소년이다. 그에게는 수학을 잘하는 특별한 재능이 있다. 그는 유일하게 자신을 웃게 해주었던 아버지의 죽음으로 힘든 시간을 보내고 엄마와는 말 하고 싶지 않아 한다.그러던 도중 험프리스라는 선생님을 만나게 된다. 그 선생님으로 네이든은 자신의 재능인 수학분야를 더욱 발전시키고 후에는 국제수학올림피아드라는 커다란 대회에 참석할 수 있는 기회를 얻는다. 대만에서의 합숙 중 만난 중국 대표인 장메이와 네이든은 서로 사랑이라는 감정을 느끼게 된다. 대만에서의 합숙과 최종 시험을 통해 캠브리지대학교에서 열리는 국제수학올림피아드에 참가하게 되지만 시험 보는 도중 시험장을 나와서 눈물을 흘리게 된다.

## 출연

### 주연
- 에이사 버터필드
- 샐리 호킨스
- 라프 스팰

### 조연
- 에디 마산
- 조 양
- 마틴 맥캔
- 제이크 데이비스
- 알렉스 로더
- 알렉사 데이비스
- 오리온 리
- 퍼셀 에스코트
- 폴 J. 도브

## 기타
- 미술: 리처드 블록
- 배역: 샤힌 베이그